# Картлей
Картле́й (рос. Картлей, ерз. Картлей) — присілок у складі Кадошкінського району Мордовії, Росія. Входить до складу Латишовського сільського поселення.
Населення — 77 осіб (2010; 106 у 2002).
Національний склад станом на 2002 рік:
- росіяни — 95 %